# バジール・ボリ
バジール・ボリ（Basile Boli, 1967年1月2日 - ）は、コートジボワール・アビジャン出身でフランス国籍の元同国代表サッカー選手。ポジションはディフェンダー。現在はスポーツキャスター。1984年にはフランス最優秀若手選手賞を受賞した。

## 経歴
「ゴール前の殺し屋」の異名を取り、ハードタックルを武器としたフランス代表経験を持つストッパー。ワールドカップ予選では、1990年大会、1994年大会とも予選で敗退したため、ワールドカップ出場は無かった。1992年のUEFA EURO '92では、グループリーグの3試合に出場したが、決勝トーナメントには進出出来なかった。
マルセイユでは4シーズンプレー、1990-91、1991-92シーズンにはリーグ・アンを制し、1992-93シーズンには、移籍してきたマルセル・デサイーと強固なセンターバックコンビを組んで、チャンピオンズカップ決勝ではACミランを相手にヘディングによるゴールを上げ、これが決勝点となりマルセイユは欧州の頂点に立った。またこの試合で、負傷から復帰したばかりのマルコ・ファンバステンに後方からスライディングタックルを見舞い、ファンバステンは再度負傷し、途中交代を強いられ、この試合を最後に引退に至った。チームが八百長で2部降格となるため、1994-95シーズン、グラスゴー・レンジャーズに移籍、このシーズン中に大阪のJリーグのチーム(ガンバ大阪かセレッソ大阪かは不明)からオファーを受けていたが、この時はオファーを断った。1995年、ジャン・ティガナが監督に就任したASモナコが守備の要にとの期待をかけて獲得したが、クラブの会長との関係が契約の問題でぎくしゃくするなど、出場機会も多くなかった。
モナコをシーズン途中で退団し、1996年に浦和レッドダイヤモンズ入りすると、ギド・ブッフバルト、田口禎則と共に強力なバックラインを形成、ブッフバルトが攻撃に出たときはDFラインに残り、自身が攻撃に出たときはブッフバルトがDFラインに残るなど、積極的に攻撃にも参加した。1996年4月27日の横浜フリューゲルス戦でJリーグ初ゴールを決めた。このシーズンは浦和のリーグ最少失点に貢献、週刊サッカーダイジェストの同年度における平均採点では第3位にランクインしていた。1997年は膝の故障で試合出場もままならず、この年限りで引退した。

## 私生活
- 兄のロジェール・ボリ（英語版）はRCランス在籍時の1993-94シーズンにリーグ・アン得点王を獲得している。
- ロジェールの息子のケヴィン・ボリ（英語版）、ヨアン・ボリ、シャルル・ボリ（英語版）もサッカー選手である。
- 甥のヤニック・ボリ（英語版）もサッカー選手である。

## その他
- ユルゲン・クリンスマンに大怪我をさせたことがあり、浦和レッズにはクリンスマンの親友であるギド・ブッフバルトが在籍していたため、関係が上手くいかないのではないかとの憶測があったが、ブッフバルトからは生活上のアドバイスを受けたり、一緒に食事に行くなど、プレー以外でも良好な関係を築いていた[7]。
- レッズからのオファーを受けると、マルセイユ時代からの友人であるドラガン・ストイコビッチに相談し、「日本でプレーするのは悪くない。」とストイコビッチに言われて移籍を決めたという[7]。

## 個人成績
| 国内大会個人成績 | 国内大会個人成績 | 国内大会個人成績 | 国内大会個人成績 | 国内大会個人成績 | 国内大会個人成績           | 国内大会個人成績 | 国内大会個人成績 | 国内大会個人成績 | 国内大会個人成績 | 国内大会個人成績 | 国内大会個人成績 |
| 年度             | クラブ           | 背番号           | リーグ           | リーグ戦         | リーグ戦                   | リーグ杯         | リーグ杯         | オープン杯       | オープン杯       | 期間通算         | 期間通算         |
| 年度             | クラブ           | 背番号           | リーグ           | 出場             | 得点                       | 出場             | 得点             | 出場             | 得点             | 出場             | 得点             |
| フランス         | フランス         | フランス         | フランス         | リーグ戦         | リーグ戦                   | F・リーグ杯      | F・リーグ杯      | フランス杯       | フランス杯       | 期間通算         | 期間通算         |
| ---------------- | ---------------- | ---------------- | ---------------- | ---------------- | -------------------------- | ---------------- | ---------------- | ---------------- | ---------------- | ---------------- | ---------------- |
| 1982-83          | オセール         |                  | アン             | 1                | 0                          |                  |                  |                  |                  |                  |                  |
| 1983-84          | オセール         |                  | アン             | 35               | 0                          |                  |                  |                  |                  |                  |                  |
| 1984-85          | オセール         |                  | アン             | 36               | 1                          |                  |                  |                  |                  |                  |                  |
| 1985-86          | オセール         |                  | アン             | 36               | 2                          |                  |                  |                  |                  |                  |                  |
| 1986-87          | オセール         |                  | アン             | 38               | 0                          |                  |                  |                  |                  |                  |                  |
| 1987-88          | オセール         |                  | アン             | 35               | 0                          |                  |                  |                  |                  |                  |                  |
| 1988-89          | オセール         |                  | アン             | 37               | 1                          |                  |                  |                  |                  |                  |                  |
| 1989-90          | オセール         |                  | アン             | 36               | 0                          |                  |                  |                  |                  |                  |                  |
| 1990-91          | マルセイユ       |                  | アン             | 38               | 8                          |                  |                  |                  |                  |                  |                  |
| 1991-92          | マルセイユ       |                  | アン             | 34               | 5                          |                  |                  |                  |                  |                  |                  |
| 1992-93          | マルセイユ       |                  | アン             | 32               | 4                          |                  |                  |                  |                  |                  |                  |
| 1993-94          | マルセイユ       |                  | アン             | 27               | 3                          |                  |                  |                  |                  |                  |                  |
| スコットランド   | スコットランド   | スコットランド   | スコットランド   | リーグ戦         | リーグ戦                   | S・リーグ杯      | S・リーグ杯      | スコティッシュ杯 | スコティッシュ杯 | 期間通算         | 期間通算         |
| 1994-95          | レンジャーズ     |                  | プレミア         | 28               | 2                          |                  |                  |                  |                  |                  |                  |
| フランス         | フランス         | フランス         | フランス         | リーグ戦         | リーグ戦                   | F・リーグ杯      | F・リーグ杯      | フランス杯       | フランス杯       | 期間通算         | 期間通算         |
| 1995-96          | モナコ           |                  | アン             | 11               | 0                          |                  |                  |                  |                  |                  |                  |
| 日本             | 日本             | 日本             | 日本             | リーグ戦         | リーグ戦                   | リーグ杯         | リーグ杯         | 天皇杯           | 天皇杯           | 期間通算         | 期間通算         |
| 1996             | 浦和             | -                | J                | 22               | 2                          | 10               | 3                | 0                | 0                | 32               | 5                |
| 1997             | 浦和             | 4                | J                | 9                | 0                          | 3                | 0                | -                | -                | 12               | 0                |
| 通算             | フランス         | フランス         |                  | 396              | 24\|\|\|\|\|\|\|\|\|\|\|\| |                  |                  |                  |                  |                  |                  |
| 通算             | スコットランド   | スコットランド   |                  | 28               | 2\|\|\|\|\|\|\|\|\|\|\|\|  |                  |                  |                  |                  |                  |                  |
| 通算             | 日本             | 日本             | J                | 31               | 2                          | 13               | 3                | 0                | 0                | 44               | 5                |
| 総通算           | 総通算           | 総通算           | 総通算           | 455              | 28\|\|\|\|\|\|\|\|\|\|\|\| |                  |                  |                  |                  |                  |                  |

## 代表歴

### 試合数
- フランス代表：通算45試合1得点 (1986-1993)
  - 1992年 UEFA欧州選手権

| フランス代表 | 国際Aマッチ | 国際Aマッチ |
| 年           | 出場        | 得点        |
| ------------ | ----------- | ----------- |
| 1986         | 4           | 0           |
| 1987         | 5           | 0           |
| 1988         | 7           | 0           |
| 1989         | 1           | 0           |
| 1990         | 8           | 1           |
| 1991         | 6           | 0           |
| 1992         | 11          | 0           |
| 1993         | 3           | 0           |
| 通算         | 45          | 1           |

## タイトル

### 選手時代
オリンピック・マルセイユ
- リーグ・アン：2回（1990-91、1991-92）
- UEFAチャンピオンズリーグ：1回（1992-93）

レンジャーズFC
- スコティッシュ・フットボールリーグ・プレミア・ディビジョン：1回（1994-95）

個人
- リーグ・アン年間最優秀新人（1984）
- エトワール・ドール：1回（1989）
- オリンピック・マルセイユ110年のドリームチーム（2010）

## 栄誉
- レジオンドヌール勲章シュヴァリエ（2008）